# 71. ročník udílení cen Emmy
71. ročník udílení cen Emmy oceňující nejlepší televizní počiny v období od 1. června 2018 do 31. května 2019 se konal dne 22. září 2019 v Microsoft Theater v Los Angeles. Přímý přenos vysílala televizní stanice Fox. Nominace oznámili D'Arcy Carden a Ken Jeong dne 16. července 2019. Nejvíce nominací získal dramatický seriál Hra o trůny, celkem 14, následoval limitovaný film When They See Us s 11 nominacemi a komediální seriál Barry s 9 nominacemi.
Včetně nominací na kreativní cenu Emmy Creative Arts Award stanovil seriál Hra o trůny nový rekord, s celkem 32 nominacemi. Zlomil tak rekord seriálu Policie New York, který měl 26 nominací za svou první řadu v roce 1994.
Nejvíce cen (4) získal seriál Potvora, za ním se 3 cenami následoval seriál Černobyl.

## Vítězové a nominovaní
Vítězové jsou uvedeni jako první a označeni tučně.

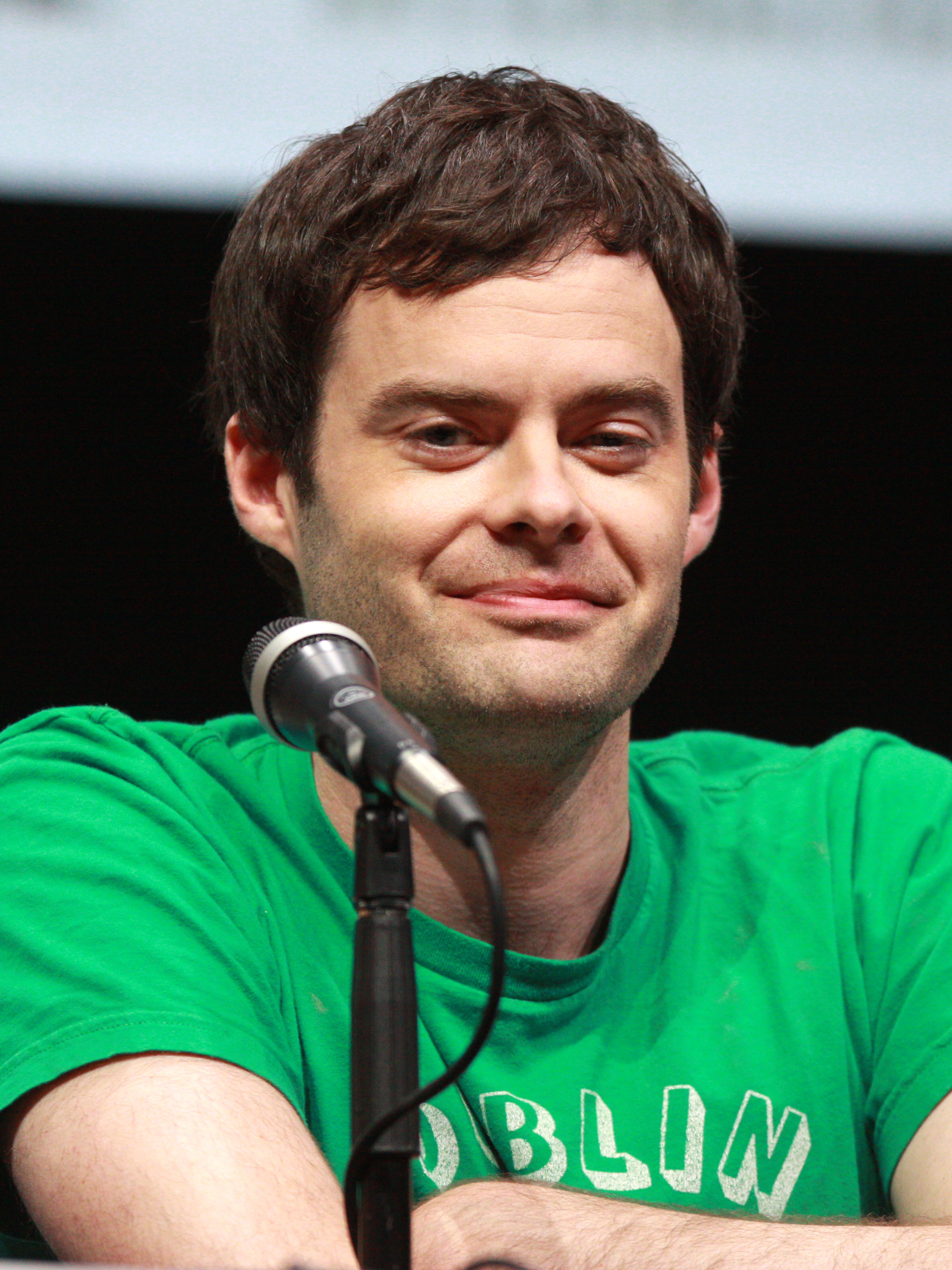
Bill Hader, nejlepší herec v komediálním seriálu

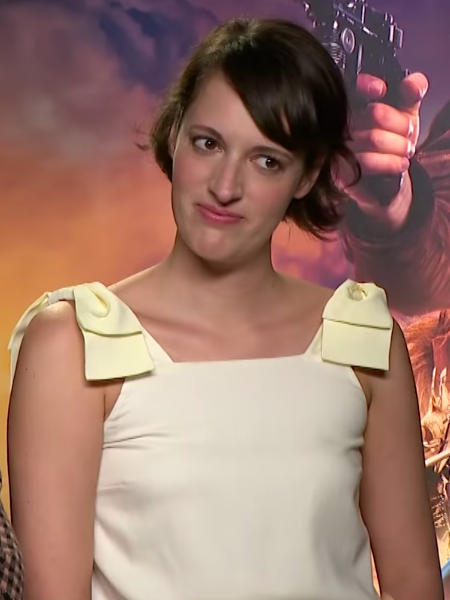
Phoebe Waller-Bridge, nejlepší herečka v komediálním seriálu

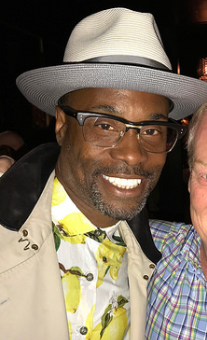
Billy Porter, nejlepší herec v dramatickém seriálu

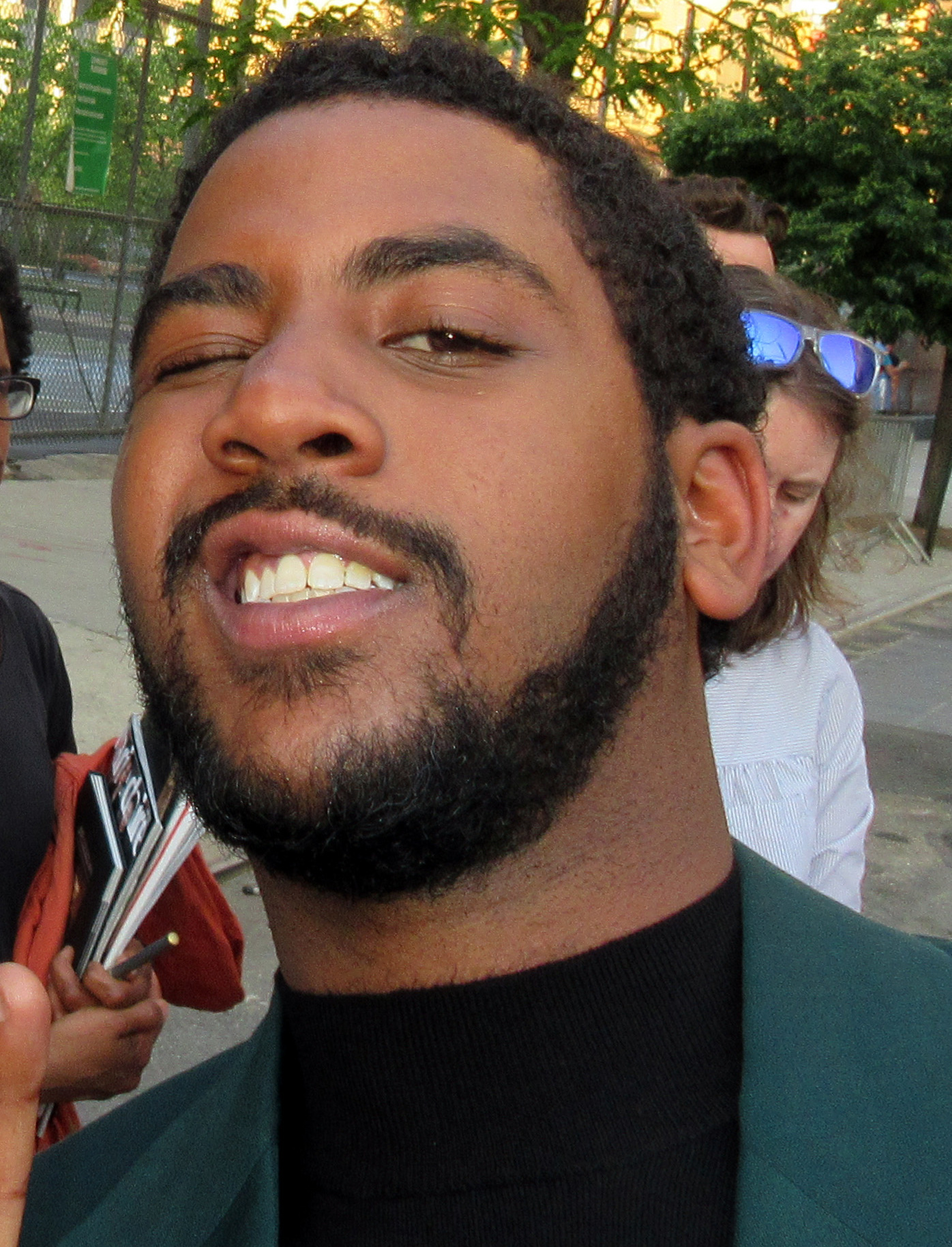
Jharrel Jerome, nejlepší herec v minisérii nebo televizním filmu

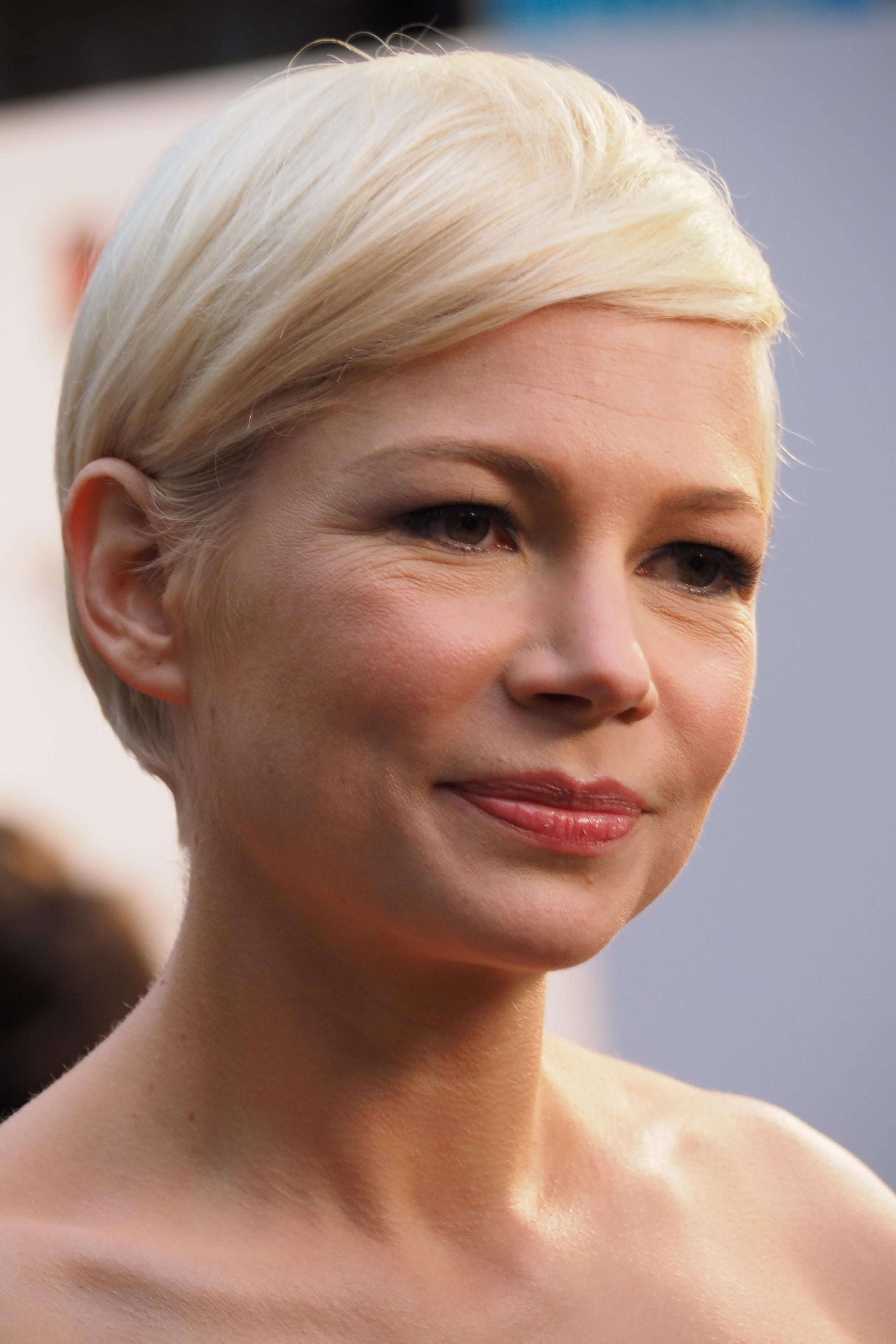
Michelle Williamsová, nejlepší herečka v minisérii nebo televizním filmu

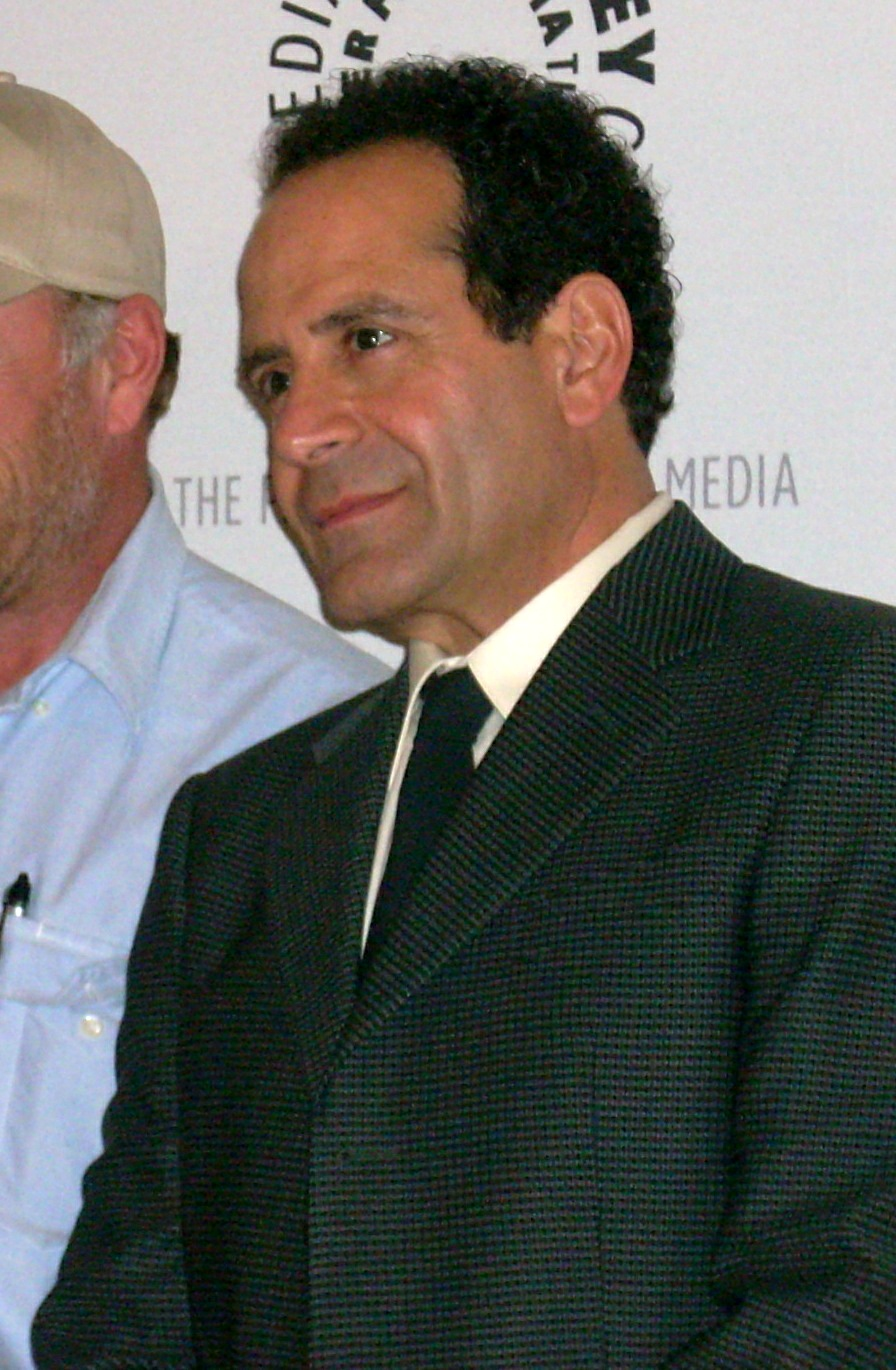
Tony Shalhoub, nejlepší herec ve vedlejší roli v komediálním seriálu

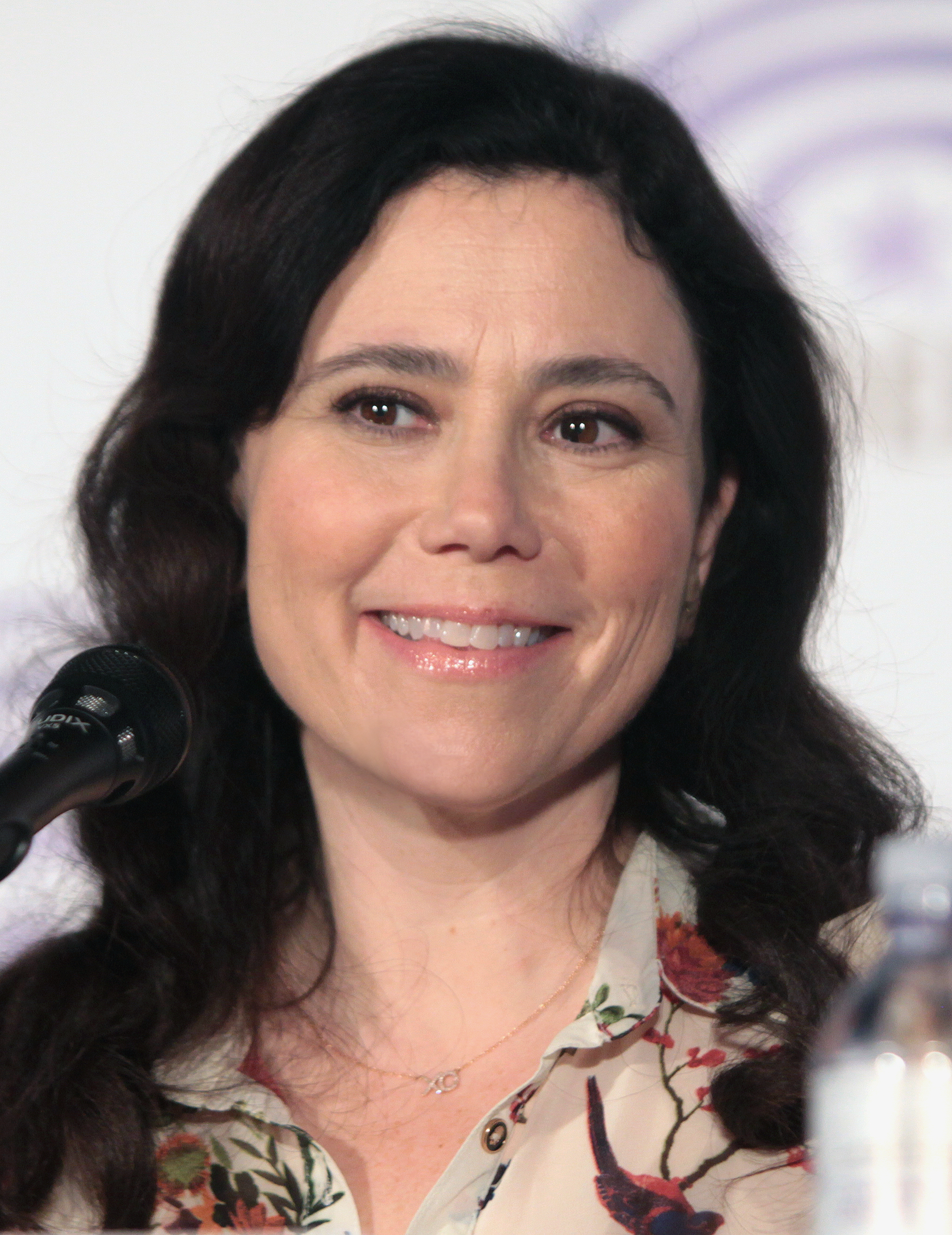
Alex Borsteinová, nejlepší herečka ve vedlejší roli v komediálním seriálu

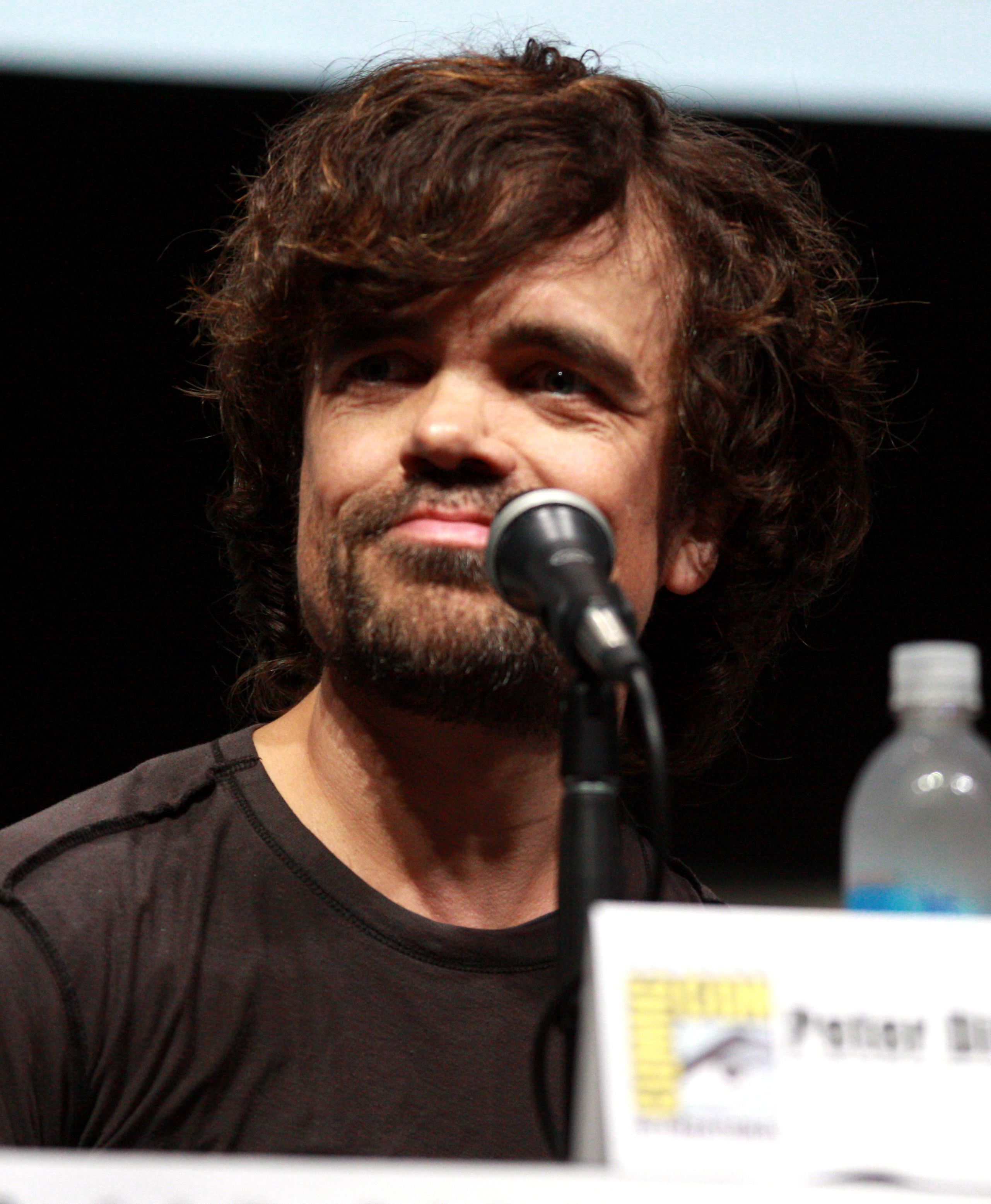
Peter Dinklage, nejlepší herec ve vedlejší roli v dramatickém seriálu

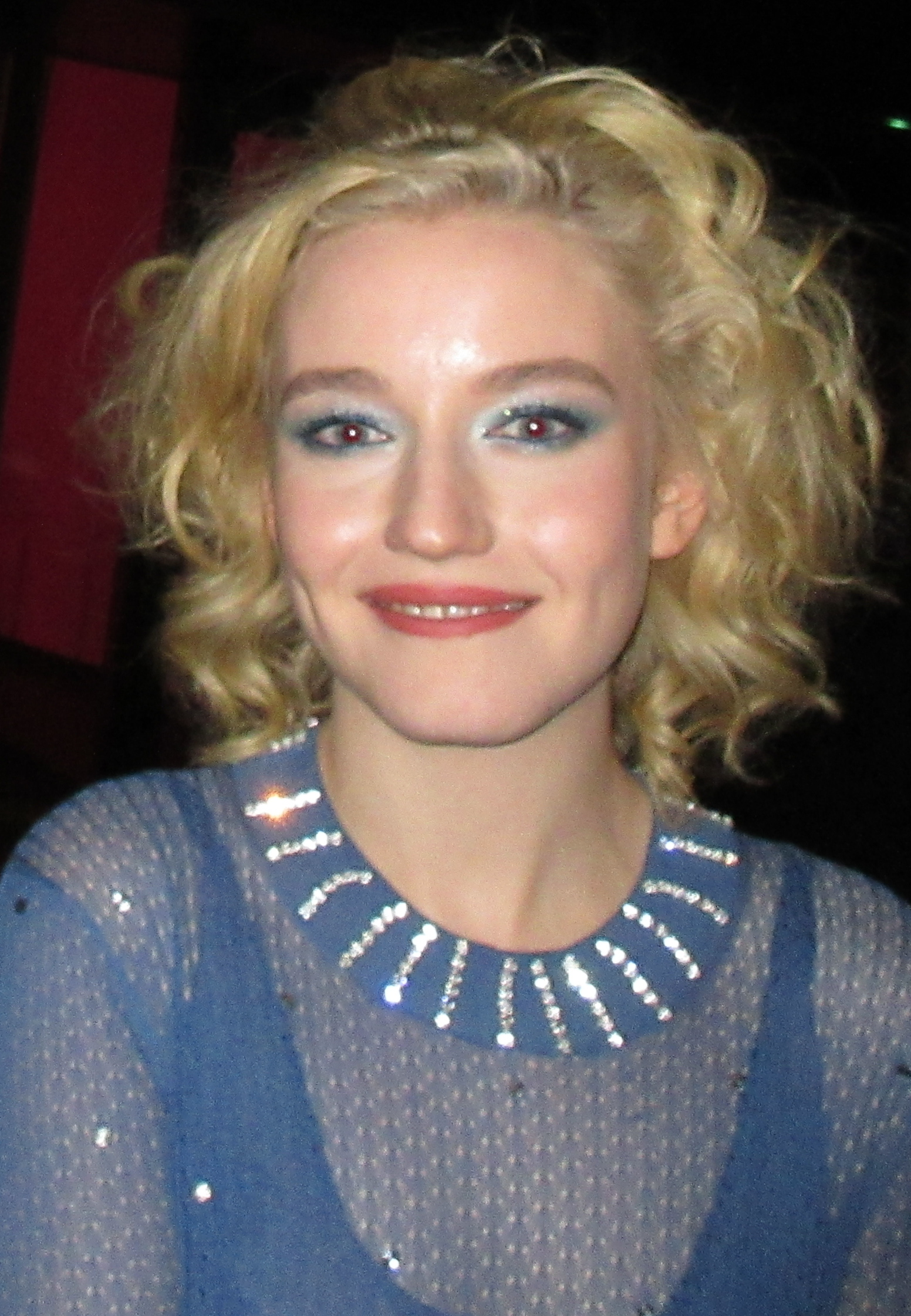
Julia Garner, nejlepší herečka ve vedlejší roli v komediálním seriálu

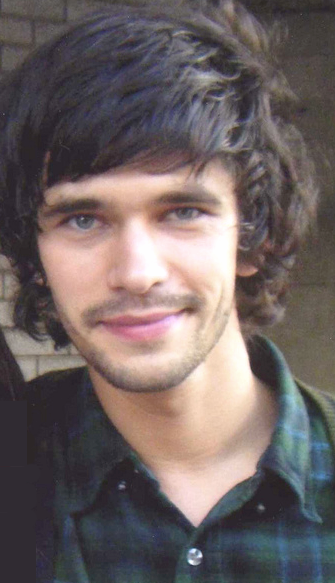
Ben Whishaw, nejlepší herec ve vedlejší roli v minisérii nebo televizním filmu

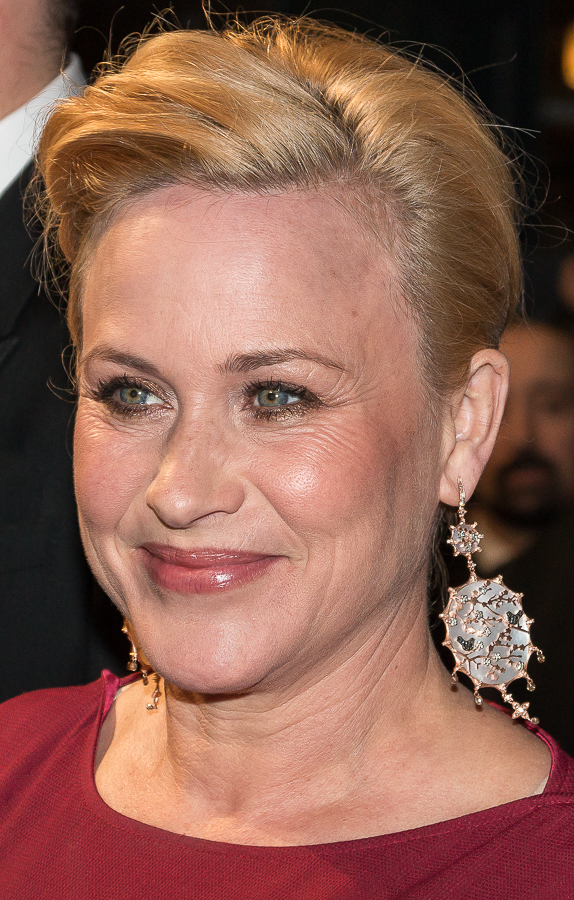
Patricia Arquette, nejlepší herečka ve vedlejší roli v minisérii nebo televizním filmu

### Pořady
| Nejlepší komediální seriál | Nejlepší dramatický seriál |
| --- | --- |
| - Potvora (Amazon) - Barry (HBO) - Dobré místo (NBC) - The Marvelous Mrs. Maisel (Amazon) - Ruská panenka (Netflix) - Městečko Schitt's Creek (Pop) - Viceprezident(ka) (HBO)                                                                           | - Hra o trůny (HBO) - Volejte Saulovi (AMC) - Bodyguard (Netflix) - Na mušce (BBC America) - Ozark (Netflix) - Pose (FX) - Boj o moc (HBO) - Tohle jsme my (NBC)                                       |
| Nejlepší talk show | Nejlepší zábavný pořad |
| - Last Week Tonight with John Oliver (HBO) - The Daily Show with Trevor Noah (Comedy Central) - Full Frontal with Samantha Bee (TBS) - Jimmy Kimmel Live! (ABC) - The Late Late Show with James Corden (CBS) - The Late Show with Stephen Colbert (CBS) | - Saturday Night Live (NBC) - At Home with Amy Sedaris (truTV) - Documentary Now (IFC) - Drunk History (Comedy Central) - I Love You, America with Sarah Silverman (Hulu) - Who Is America? (Showtime) |
| Nejlepší minisérie | Nejlepší soutěžní pořad |
| - Černobyl (HBO) - Útěk z vězení v Dannemoře (Showtime) - Fosse/Verdonová (FX) - Ostré předměty (HBO) - Když nás vidí (Netflix) | - RuPaul's Drag Race (VH1) - The Amazing Race (CBS) - Ninja faktor po americku (NBC) - Nailed It! (Netflix) - Top Chef (Bravo) - The Voice (NBC)                                                       |
| Nejlepší televizní film | |
| - Black Mirror: Bandersnatch (Netflix) - Brexit (HBO) - Deadwood (HBO) - Král Lear (Prime Video) - Má večeře s Hervém (HBO) | |

### Herectví

#### Hlavní role
| Nejlepší herec v komediálním seriálu | Nejlepší herečka v komediálním seriálu |
| --- | --- |
| - Bill Hader jako Barry Berkman/Barry Block v seriálu Barry (HBO) - Anthony Anderson jako Andre „Dre“ Johnson starší v seriálu Black-ish (ABC) - Don Cheadle jako Mo Monroe v seriálu Černé pondělí (Showtime) - Michael Douglas jako Sandy Kominsky v seriálu Kominského metoda (Netflix) - Eugene Levy jako Johnny Rose v seriálu Městečko Schitt's Creek (Pop) - Ted Danson jako Michael v seriálu Dobré místo (NBC) | - Phoebe Waller-Bridge jako Potvora v seriálu Potvora (Amazon) - Rachel Brosnahanová jako Miriam Maisel v seriálu The Marvelous Mrs. Maisel (Amazon) - Christina Applegate jako Jen Harding v seriálu Smrt nás spojí (Netflix) - Julia Louis-Dreyfus jako Selina Meyer v seriálu Viceprezident(ka) (HBO) - Natasha Lyonne jako Nadia Vulvokov v seriálu Ruská panenka (Netflix) - Catherine O'Hara jako Moira Rose v seriálu Městečko Schitt's Creek (Pop) |
| Nejlepší herec v dramatickém seriálu | Nejlepší herečka v dramatickém seriálu |
| - Billy Porter jako Pray Tell v seriálu Pose (FX) - Jason Bateman jako Marty Byrde v seriálu Ozark (Netflix) - Milo Ventimiglia jako Jack Pearson v seriálu Tohle jsme my (NBC) - Sterling K. Brown jako Randall Pearson v seriálu Tohle jsme my (NBC) - Kit Harington jako Jon Sníh v seriálu Hra o trůny (HBO) - Bob Odenkirk jako Jimmy McGill v seriálu Volejte Saulovi (AMC)                                       | - Jodie Comer jako Oksana Astankova/Villanelle v seriálu Na mušce (BBC America) - Emilia Clarkeová jako Daenerys Targaryen v seriálu Hra o trůny (HBO) - Sandra Oh jako Eva Polastri v seriálu Na mušce (BBC America) - Viola Davis jako Annalise Keating v seriálu Vražedná práva (ABC) - Mandy Moore jako Rebecca Pearson v seriálu Tohle jsme my (NBC) - Robin Wright jako Claire Underwood v seriálu Dům z karet (Netflix)                             |
| Nejlepší herec v minisérii nebo televizním filmu | Nejlepší herečka v minisérii nebo televizním filmu |
| - Jharrel Jerome jako Korey Wise v seriálu Když nás vidí (Netflix) - Mahershala Ali jako Wayne Hays v seriálu Temný případ (HBO) - Benicio del Toro jako Richard Matt ve filmu Útěk z vězení v Dannemoře (Showtime) - Hugh Grant jako Jeremy Thorpe v seriálu Skandál po anglicku (Amazon) - Jared Harris jako Valery Legasov v seriálu Černobyl (HBO) - Sam Rockwell jako Bob Fosse v seriálu Fosse/Verdonová (FX)     | - Michelle Williamsová jako Gwen Verdonová v seriálu Fosse/Verdonová (FX) - Amy Adams jako Camille Preaker v seriálu Ostré předměty (HBO) - Patricia Arquette jako Joyce „Tilly“ Mitchell ve filmu Útěk z vězení v Dannemoře (Showtime) - Aunjanue Ellis jako Sharonne Salaam v seriálu Když nás vidí (Netflix) - Joey King jako Gypsy Rose Blanchard v seriálu Odhalení (Hulu) - Niecy Nash jako Delores Wise v seriálu Když nás vidí (Netflix)           |

#### Vedlejší role
| Nejlepší herec ve vedlejší roli v komediálním seriálu | Nejlepší herečka ve vedlejší roli v komediálním seriálu |
| --- | --- |
| - Tony Shalhoub jako Abraham Weissman v seriálu The Marvelous Mrs. Maisel (Amazon) - Alan Arkin jako Norman Newlander v seriálu Kominského metoda (Netflix) - Tony Hale jako Gary Walsh v seriálu Viceprezident(ka) (HBO) - Henry Winkler jako Gene Cousineau v seriálu Barry (HBO) - Anthony Carrigan jako NoHo Hank v seriálu Barry (HBO) - Stephen Root jako Monroe Fuches v seriálu Barry (HBO)                                                                                      | - Alex Borsteinová jako Susie Myerson v seriálu The Marvelous Mrs. Maisel (Amazon) - Betty Gilpin jako Debbie Eagan v seriálu GLOW: Nádherné ženy wrestlingu (Netflix) - Anna Chlumsky jako Amy Brookheimer v seriálu Viceprezident(ka) (HBO) - Sian Clifford jako Claire v seriálu Potvora (Amazon) - Olivia Colmanová jako kmotra v seriálu Potvora (Amazon) - Sarah Goldberg jako Sally Reed v seriálu Barry (HBO) - Marin Hinkle jako Rose Weissman v seriálu The Marvelous Mrs. Maisel (Amazon) - Kate McKinnonová ve více rolích v pořadu Saturday Night Live (NBC) |
| Nejlepší herec ve vedlejší roli v dramatickém seriálu | Nejlepší herečka ve vedlejší roli v dramatickém seriálu |
| - Peter Dinklage jako Tyrion Lannister v seriálu Hra o trůny (HBO) - Nikolaj Coster-Waldau jako Jaime Lannister v seriálu Hra o trůny (HBO) - Alfie Allen jako Theon Greyjoy v seriálu Hra o trůny (HBO) - Jonathan Banks jako Mike Ehrmantraut v seriálu Volejte Saulovi (AMC) - Giancarlo Esposito jako Gus Fring v seriálu Volejte Saulovi (AMC) - Michael Kelly jako Doug Stamper v seriálu Ve jménu vlasti (Netflix) - Chris Sullivan jako Toby Damon v seriálu Tohle jsme my (NBC) | - Julia Garner jako Ruth Langmore v seriálu Ozark (Netflix) - Lena Headeyová jako Cersei Lannister v seriálu Hra o trůny (HBO) - Gwendoline Christie jako Brienne z Tarthu v seriálu Hra o trůny (HBO) - Fiona Shaw jako Carolyn Martens v seriálu Na mušce (BBC America) - Sophie Turner jako Sansa Stark v seriálu Hra o trůny (HBO) - Maisie Williamsová jako Arya Stark v seriálu Hra o trůny (HBO) |
| Nejlepší herec ve vedlejší roli v minisérii nebo televizním filmu | Nejlepší herečka ve vedlejší roli v minisérii nebo televizním filmu |
| - Ben Whishaw jako Norman Josiffe / Norman Scott v seriálu Skandál po anglicku (Amazon) - Asante Blackk jako Kevin Richardson v seriálu Když nás vidí (Netflix) - Paul Dano jako David Sweat ve filmu Útěk z vězení v Dannemoře (Showtime) - John Leguizamo jako Raymond Santana starší v seriálu Když nás vidí (Netflix) - Stellan Skarsgård jako Boris Ščerbina v seriálu Černobyl (HBO) - Michael K. Williams jako Bobby McCray v seriálu Když nás vidí (Netflix)                     | - Patricia Arquette jako Dee Dee Blanchard v seriálu Odhalení (Hulu) - Marsha Stephanie Blake jako Linda McCray v seriálu Když nás vidí (Netflix) - Patricia Clarkson jako Adora Crellin v seriálu Ostré předměty (HBO) - Vera Farmiga jako Elizabeth Lederer v seriálu Když nás vidí (Netflix) - Margaret Qualley jako Ann Reinking v seriálu Fosse/Verdonová (FX) - Emily Watson jako Ulana Khomyuk v seriálu Černobyl (HBO) |

### Režie
| Nejlepší režie komediálního seriálu | Nejlepší režie dramatického seriálu |
| --- | --- |
| - Potvora (díl: „Episode 1“), režie Harry Bradbeer (Amazon) - Barry (díl: „The Audition“), režie Alec Berg (HBO) - Barry (díl: „ronny/lilly“), režie Bill Hader (HBO) - Teorie velkého třesku (díl: „The Stockholm Syndrome“), režie Mark Cendrowski (HBO) - The Marvelous Mrs. Maisel (díl: „All Alone“), režie Amy Sherman-Palladino (HBO) - The Marvelous Mrs. Maisel (díl: „We're Going to the Catskills!“), režie Daniel Palladino (HBO) | - Ozark (díl: „Reparations“), režie Jason Bateman (Netflix) - Hra o trůny (díl: „The Last of the Starks“), režie David Nutter (HBO) - Hra o trůny (díl: „The Long Night“), režie Miguel Sapochnik (HBO) - Hra o trůny (díl: „The Iron Throne“), režie David Benioff a D. B. Weiss (HBO) - Příběh služebnice (díl: „Holly“), režie: Daina Reid (Hulu) - Na mušce (díl: „Desperate Times“), režie Lisa Brühlmann (BBC America) - Boj o moc (díl: „Celebration“), režie Adam McKay (HBO) |
| Nejlepší režie zábavného speciálu | Nejlepší režie minisérie, televizního filmu nebo dramatického speciálu |
| - Saturday Night Live (díl: „Adam Sandler“), režie Don Roy King (NBC) - Documentary Now! (díl: „Waiting for the Artist“), režie Alex Buono a Rhys Thomas (IFC) - Drunk History (díl: „Are You Afraid of the Drunk?“), režie Derek Waters (Comedy Central) - Last Week Tonight with John Oliver (díl: „Psychics“), režie Paul Pennolino (HBO) - The Late Show with Stephen Colbert (díl: „Live Midterm Election Show“) režie Jim Hoskinson (CBS) - Who Is America? (díl: „Episode 102“), režie Sacha Baron Cohen, Nathan Fielder, Daniel Gray Longino a Dan Mazer (Showtime) | - Černobyl, režie Johan Renck (HBO) - Útěk z vězení v Dannemoře, režie Ben Stiller (Showtime) - Fosse/Verdonová (díl: „Glory“), režie Jessica Yu (FX) - Fosse/Verdonová (díl: „Who's Got the Pain“), režie Thomas Kail (FX) - Skandál po anglicku, režie Stephen Frears (Amazon) - Když nás vidí, režie Ava DuVernay (Netflix) |

### Scénář
| Nejlepší scénář pro komediální seriál | Nejlepší scénář pro dramatický seriál |
| --- | --- |
| - Potvora (díl: „Episode 1“), scénář Phoebe Waller-Bridge (Amazon) - Barry (díl: „ronny/lily“, scénář Alec Berg a Bill Hader (HBO) - PEN15 (díl: „Anna Ishii-Peters“), scénář Maya Erskine a Anna Konkle (Hulu) - Ruská panenka (díl: „Nothing In This World Is Easy“), scénář Natasha Lyonne, Leslye Headland a Amy Poehlerová (Netflix) - Ruská panenka (díl: „A Warm Body“), scénář Allison Silverman (Netflix) - Dobré místo (díl: „Janet(s)“, scénář Josh Siegal a Dylan Morgan (NBC) - Viceprezident(ka) (díl: „Veep“), scénář David Mandel (HBO) | - Boj o moc (díl: „Nobody Is Ever Missing“), scénář Jesse Armstrong (HBO) - Volejte Saulovi (díl: „Winner“), scénář Peter Gould a Thomas Schnauz (AMC) - Bodyguard (díl: „Episode 1“), scénář Jed Mercurio (Netflix) - Hra o trůny (díl: „The Iron Throne“), scénář David Benioff a D. B. Weiss (HBO) - Na mušce (díl: „Nice and Neat“), scénář Emerald Fennell (BBC America) - Příběh služebnice (díl: „Holly“), scénář Bruce Miller a Kira Snyder (Hulu)                   |
| Nejlepší scénář – speciál | Nejlepší scénář pro minisérii, televizní film nebo dramatický speciál |
| - Last Week Tonight with John Oliver (HBO) - Documentary Now! (IFC) - Full Frontal with Samantha Bee (TBS) - Late Night with Seth Meyers (NBC) - Saturday Night Live (NBC) - The Late Show with Stephen Colbert (CBS) | - Černobyl, scénář Craig Mazin (HBO) - Útěk z vězení v Dannemoře (díl: „Part 6“), scénář Brett Johnson, Michael Tolkin a Jerry Stahl (Showtime) - Útěk z vězení v Dannemoře (díl: „Part 7“), scénář Brett Johnson & Michael Tolkin (Showtime) - Fosse/Verdonová (díl: „Providence“), scénář Joel Fields & Steven Levenson (FX) - Skandál po anglicku, scénář Russell T Davies (Amazon) - Když nás vidí (díl: „Part Four“), scénář Ava DuVernay a Michael Starrbury (Netflix) |